# Tawadros II.

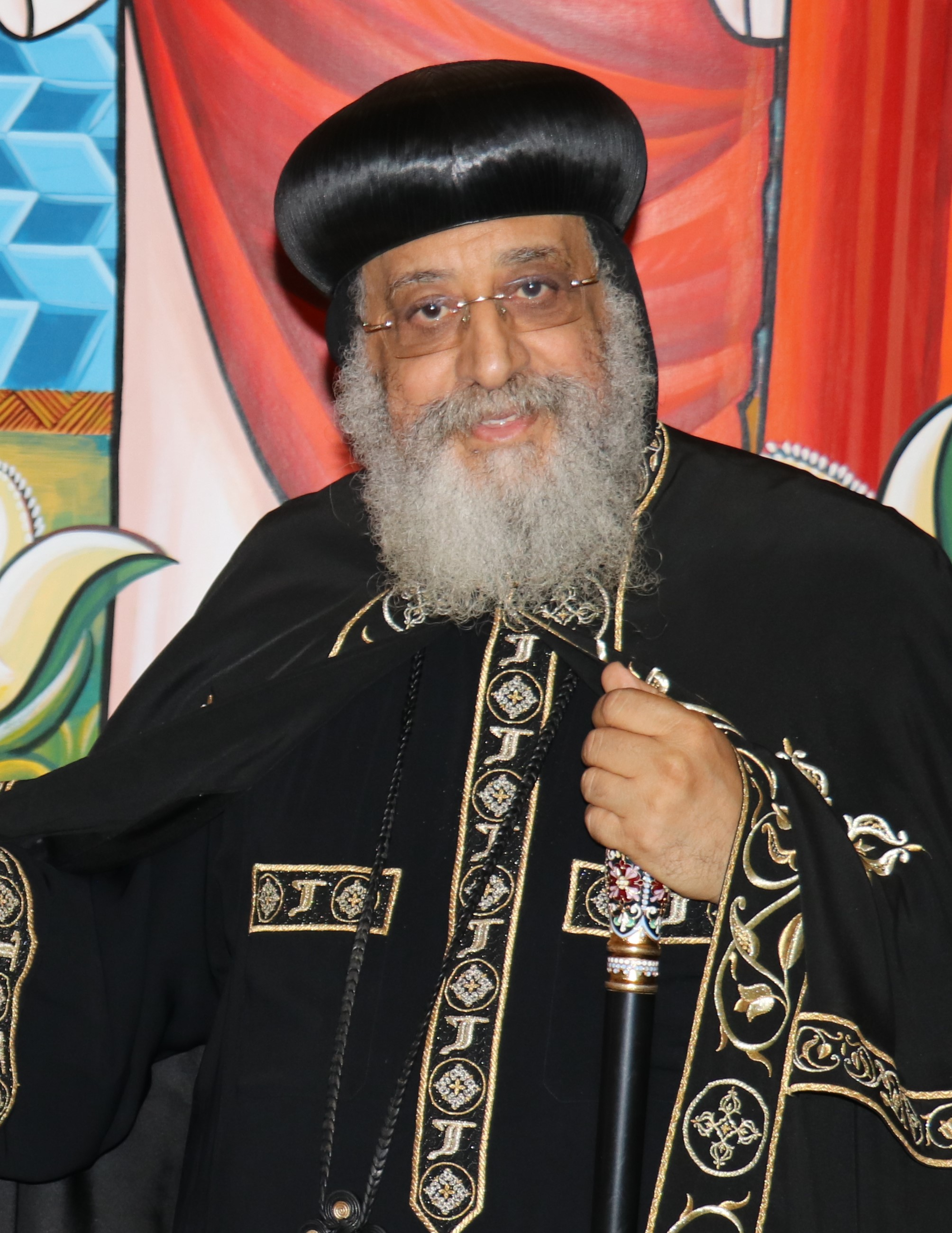
Patriarch Tawadros II. (2019)

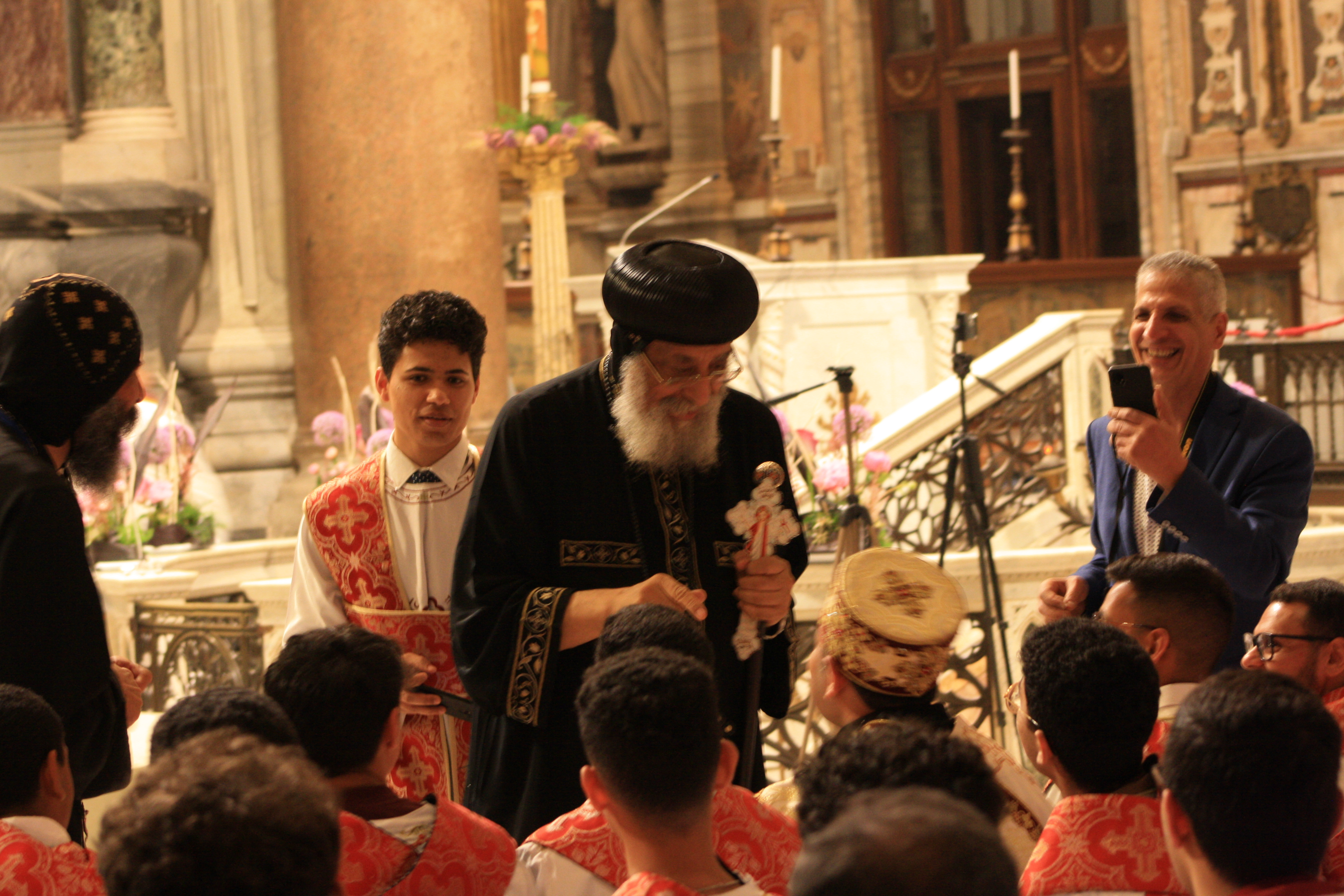
Besuch Tawadros' II. in Rom (Lateranbasilika, 2023)

Bischof Tawadros II. oder Theodor (koptisch Ⲡⲁⲡⲁ Ⲁⲃⲃⲁ Ⲧⲁⲟⲩⲁⲇⲣⲟⲥ ⲡⲓⲙⲁϩ ⲃ̅ Papa Abba Tauadros pimahsnau, arabisch البابا الأنبا تواضروس الثاني, DMG al-Bāba 'l-Anbā Tawāḍrūs aṯ-Ṯānī, ägyptisch-arabisch بابا تواضروس التانى; * 4. November 1952 in Mansura, Ägypten, als وجيه صبحي باقي سليمان / Waǧīh Ṣubḥī Bāqī Sulaimān) ist ein koptisch-orthodoxer Geistlicher. Er ist seit 2012 als Papst von Alexandrien und Patriarch des Stuhls des heiligen Markus Oberhaupt der Koptisch-Orthodoxen Kirche.

## Leben

### Frühe Jahre
Der Vater von Wagih Sobhi Baki Solayman war Landschaftsarchitekt. Im Alter von fünf Jahren zog die Familie nach Sohag, wo der Vater eine Anstellung hatte, und drei Jahre später nach Damanhur, wo der Junge auch eine koptische Schule besuchte. Zu seiner gläubigen koptischen Familie gehörten auch zwei Schwestern. Er besuchte auch die Sonntagsschule.
Später studierte er an der Universität Alexandria und in England Pharmazie und wurde nach dem Abschluss im Jahr 1975 Geschäftsführer eines staatlichen pharmazeutischen Betriebs mit Sitz in Damanhur. 1981 begann er mit theologischen Studien. 1986 trat er in das Wüstenkloster Deir Anba Bischoi in der Sketischen Wüste ein. 1988 legte er die Ewigen Gelübde ab und erhielt die Weihe zum Mönch; ein Jahr später folgte die Priesterweihe.

### Bischof
1997 erfolgte durch die Synode die Wahl zum Generalbischof (Weihbischof) in Damanhur, Gouvernement al-Buhaira im Nildelta. Die Bischofsweihe erfolgte durch Papst Schenuda III. Er wurde hauptsächlich für seine Jugendarbeit bekannt.
Nach dem Tod Schenudas am 17. März 2012 gehörte er zum Mitarbeiterstab des Interims-Kirchenleiters Pachomios.

### Papst
Am 4. November 2012 wurde er per Losentscheid zum 118. Kirchenoberhaupt der koptisch-orthodoxen Kirche gewählt. Die feierliche Einsetzung als Tawadros II. fand am 18. November 2012 während einer Messe in der Kairoer Markuskathedrale statt, die neben der Markuskathedrale in Alexandria Sitz des koptischen Papstes ist.
Vom 22. bis 24. Dezember 2013 besuchte Tawadros II. Deutschland. Neben Berlin und Frankfurt am Main gehörten auch das koptische Kloster Kröffelbach in Waldsolms und das syrisch-orthodoxe Kloster St. Jakob von Sarug in Warburg zu seinen Stationen. Auf dieser Reise weihte er auch das koptisch-orthodoxe Kloster Brenkhausen in Höxter ein. Am 12. Mai 2019 hat Tawadros II. in Düsseldorf die sogenannte Bunkerkirche Sankt Sakrament (Düsseldorf) als koptische Kirche eingeweiht, welche bereits 2015 von Rainer Maria Woelki an die koptische Gemeinde übergeben worden war.

## Positionen
Tawadros II. spricht sich für eine Trennung von Staat und Religion in Ägypten aus.

„Wenn Religion und Politik vermischt werden, dann verderben sie einander, die Religion gehört dem Himmel, die Politik der Erde. Wenn wir Religion mit Politik mischen, dann werden beide verlieren.“

## Ehrungen
- Grand Cordon des Ordre de la République (Ägypten)
- Ritter des Souveränen Malteserordens
- Médaille de la Ville de Paris